# Booponus borealis
Booponus borealis är en tvåvingeart som beskrevs av Boris Borisovitsch Rohdendorf 1959. Booponus borealis ingår i släktet Booponus och familjen spyflugor. Inga underarter finns listade i Catalogue of Life.